# チェネレントラ
『チェネレントラ』（伊: La Cenerentola）は、ジョアキーノ・ロッシーニが作曲したイタリア語オペラ。童話の『シンデレラ』を元にした物語で、台本はヤーコポ・フェッレッティ（Jacopo Ferretti）による。1817年1月25日にローマのヴァッレ劇場(Teatro Valle）で初演された。

## 概要
ロッシーニ25歳のときの作品で、『セビリアの理髪師』の翌年に書かれた。わずか3週間で作曲されたが、ロッシーニのもっとも優れたアリアや重唱を含んでいる。早口ソングやドタバタを採り入れたオペラ・ブッファ（喜劇）であるが、チェネレントラや王子の真摯なアリアのように喜劇を超えている面もあり、「オペラ・セミ・セリア」とも分類される。
初演では不評であったが、すぐにイタリア内外で人気の作品となり、1820年にはロンドンで、1826年にはニューヨークで上演された。19世紀の間は『セビリアの理髪師』と人気を競っていたが、コロラトゥーラ・コントラルトの歌手がまれになると、しだいに上演されなくなった。しかし、1970年代以降のロッシーニ・ルネッサンスによって、チェチーリア・バルトリなどのロッシーニを得意とする新世代のメゾ・ソプラノ歌手が登場し、この作品の人気は再燃した。現在では、録音や上演回数の多いオペラ作品となっている。

## 登場人物
- アンジェリーナ（チェネレントラ）、メゾソプラノまたはコントラルト
- ドン・ラミーロ王子、テノール
- ダンディーニ（王子の従者）、バス
- アリドーロ（哲学者、ラミーロ王子の家庭教師）、バス
- ドン・マニフィコ（継父）、バッソ・ブッフォ
- クロリンダ（姉）、ソプラノ
- ティスベ（姉）、メゾ・ソプラノまたはソプラノ
- 合唱（ラミーロ王子の宮殿の家来たち）

## 楽器編成
- フルート2（ピッコロ持ち替え）
- オーボエ2
- クラリネット2
- ファゴット2
- ホルン2
- トランペット2
- トロンボーン
- ティンパニ
- 弦楽合奏
  - 第1ヴァイオリン
  - 第2ヴァイオリン
  - ヴィオラ
  - チェロ
  - コントラバス

- 混声合唱

- レシタティーヴォ用に
  - ピアノフォルテ
  - チェロ
  - コントラバス

## あらすじ
童話のシンデレラとは違い、魔法は登場しない。魔法使いの代わりに、王子の指南役の哲学者がチェネレントラを宮殿に導く。ガラスの靴の代わりに腕輪が使われる。継母は継父になっている。また、この時代のオペラ・ブッファらしく「変装」が話の中心になっている。

### 第1幕
ドン・マニフィコの邸宅。ボロ着を来たアンジェリーナ（チェネレントラ）は、わがままな二人の姉（クロリンダ、ティスベ）にこき使われながら、Una volta c'era un Re「昔あるところに王さまが」を歌う。乞食に扮したアリドーロが邸宅を訪れる。二人の姉は追い払おうとするが、チェネレントラはパンとコーヒーを恵む。そこへラミーロ王子の使者たちが現れ、王子が花嫁を探しているので、娘たちを宮殿に招待すると伝える。
継父ドン・マニフィコが登場。騒ぎのせいで目が覚めたと怒り出し、ロバの夢の歌を滑稽に歌う。全員が退場したあとで、従者に化けたラミーロ王子が登場し、チェネレントラと出会う。互いに一目で恋に落ちた二人は二重唱を歌い上げる。
王子に化けたダンディーニが家来たちを従えて登場。ドン・マニフィコと二人の姉にあいさつし、宮殿へ招く。チェネレントラは、自分も連れて行ってくれとすがる。今度は正装したアリドーロが登場し、この家には娘が三人いるはずだと主張するが、ドン・マニフィコは、チェネレントラは召使いであって三人目の娘はすでに他界していると嘘をつく。アリドーロは取り残されたチェネレントラを連れ出し、宮殿へ送り出す。
舞台が宮殿に変わる。ドン・マニフィコは酒蔵の管理人に任命される。有頂天になったドン・マニフィコは、合唱とともにワインに関する布告を滑稽に歌う。入れ代わりに王子とダンディーニが登場、ダンディーニは王子にあの姉妹は虚栄のかたまりだと伝える。クロリンダとティスベが現れ、王子（ダンディーニ）に早く選べと迫るが、どちらかは従者（王子）に嫁がせると言われて怒り出す。
新たな来客の到来が告げられ、着飾ったチェネレントラが登場し、全員がその美しさに驚く。ロッシーニ・クレッシェンドを使った合唱を伴う華やかな六重唱で幕を閉じる。この曲には、序曲の中の主題が使われている。

### 第2幕
ドン・マニフィコは、王妃の父になることを夢見て滑稽な歌を歌う。入れ代わってチェネレントラとダンディーニが登場。チェネレントラは従者（王子）を愛していると告げ、王子に片方の腕輪を渡して立ち去る。
王子はチェネレントラを探すために馬車を用意させ、愛の歌を朗々と歌う。入れ代わりにドン・マニフィコとダンディーニが登場し、ダンディーニは自分は王子に化けた侍従だとばらす。
舞台がドン・マニフィコの邸宅に戻る。チェネレントラは再び「王様と純情な娘の歌」を歌う。嵐の音楽のあと、仮装をやめた王子とダンディーニが雨宿りに訪れ、王子はチェネレントラの手に腕輪を見つける。ここで、驚いた全員による愉快な六重唱が歌われる。王子はチェネレントラに、あなたが私の王妃だと告げ、宮殿へ連れ出す。
再び宮殿に舞台が移る。チェネレントラは継父と姉たちを許し、玉座に就く。フィナーレではチェネレントラによる超絶技巧的な華麗なアリアNacqui all'affanno e al pianto「悲しみと涙のうちに生まれ」が歌われ、幕を閉じる。ちなみに、ショパンによってフルート伴奏つきピアノ曲に編曲している（主題と変奏曲「チェネレントラによる超絶技巧的な華麗なアリアNacqui all'affanno e al pianto「悲しみと涙のうちに生まれ」による。）

## 録音及び映像
| 年   | キャスト | 指揮者, オーケストラ並びに上演劇場 | レーベル                                               |
| ---- | --- | --- | ------------------------------------------------------ |
| 1963 | ジュリエッタ・シミオナート, ウーゴ・ベネッリ, セスト・ブルスカンティーニ, パオロ・モンタルソロ                                                       | オリヴィエーロ・デ・ファブリティース, フィレンツェ五月音楽祭管弦楽団及び合唱団                                                                                | CD: Decca Cat: 433 030-2                               |
| 1971 | テレサ・ベルガンサ, マルゲリータ・グリエルミ, ラウラ・ザンニーニ, ルイジ・アルヴァ, レナート・カペッキ, パオロ・モンタルソロ                         | クラウディオ・アバド, ロンドン交響楽団及びスコティッシュオペラコーラス                                                                                        | CD: DG Cat: 423 861-2                                  |
| 1976 | ルチア・ヴァランティーニ・テラーニ, マルゲリータ・グリエルミ, ラウラ・ザンニーニ, ルイジ・アルヴァ, エンツォ・ダーラ, パオロ・モンタルソロ           | クラウディオ・アバド, ミラノ・スカラ座管弦楽団及び合唱団 (ロンドン、コヴェントガーデンでの上演に基づく録音)                                                   | CD: Gala Cat: 100.544                                  |
| 1980 | スザンヌ・マッセー, ジャンナ・ロランディ, ローズマリー・エレーニ, ロックウェル・ブレイク, アラン・ティトス, ジェームズ・ビリングス                   | ブライアン・サルスキー, ニューヨーク・シティ・オペラオーケストラ及び合唱団                                                                                    | DVD: Premiere Opera Cat: 6825                          |
| 1981 | フレデリカ・フォン・シュターデ, マルゲリータ・グリエルミ, ラウラ・ザンニーニ, フランシスコ・アライサ, クラウディオ・デスデーリ, パオロ・モンタルソロ | クラウディオ・アバド, ミラノ・スカラ座管弦楽団及び合唱団 | DVD: DG Cat: 073 4096                                  |
| 1983 | キャサリン・カールマン, マルタ・タッデイ, ラウラ・ザンニーニ, ローレンス・デール, アルベルト・リナルディ, クラウディオ・デスデーリ                   | ドナート・レンツェッティ, グラインドボーン音楽祭合唱団 及びロンドンフィルハーモニー管弦楽団 (1983年グラインドボーン音楽祭におけるライブ映像)                  | DVD: Warner Classics Cat:5046709402                    |
| 1987 | ビアンカ・マリア・カソーニ, ジョバンナ・ディ・ロッコ, テレサ・ロッキーノ, ウーゴ・ベネッリ, セスト・ブルスカンティーニ, アルフレド・マリオッティ     | ピエロ・ベルージ, ベルリン国立歌劇場 及び ベルリン放送交響楽団                                                                                                | CD:Arts classics Cat:430532                            |
| 1993 | チェチーリア・バルトリ, フェルナンダ・コスタ, グロリア・バンディテッリ, ウィリアム・マッテウッティ, アレサンドロ・コルベッリ, エンツォ・ダーラ       | リッカルド・シャイー, テアトロ・コムナーレ・ディ・ボローニャオーケストラ及び合唱団                                                                            | CD: デッカ Cat: 436 909-2                              |
| 1995 | チェチーリア・バルトリ, ラウラ・ヌープ, ジル・グローヴ, ラウル・ヒメネス, アレサンドロ・コルベッリ, エンツォ・ダーラ                                 | ブルーノ・カンパネッラ, ヒューストングランドオペラ 及び ヒューストン交響楽団 (1995年11月テキサス州ヒューストンのウォルサム・シアター・センターでのライブ映像) | DVD: デッカ Cat: 071 444-9                             |
| 1995 | ジェニファー・ラーモア, アデリーニ・スカラベッリ, ラウラ・ポヴェッリ, ラウル・ヒメネス, ジーノ・キリコ アレサンドロ・コルベッリ                      | カルロ・リッツィ, ロイヤルオペラハウスオーケストラ及び コベントガーデンオペラ合唱団                                                                           | CD: テルデック Cat: LC 6019                            |
| 1996 | ジェニファー・ラーモア, ジャネット・フィッシャー, クレール・ラッシェール, ロックウェル・ブレイク, アレサンドロ・コルベッリ, カルロス・カーソン       | マウリツィオ・ベニーニ, パリオペラ座オーケストラ及び合唱団 (1996年4月パリ・ガルニエ宮でのライブ映像)                                                          | DVD: Encore Cat: DVD 3265                              |
| 2004 | ジョイス・ディドナート, パトリツィア・チーニャ, マルティナ・ボースト, ホセ・マヌエル・サパータ, パオロ・ボルドーニャ, ブルーノ・プラティコ           | アルベルト・ゼッダ, バーデン・バーデン南西ドイツ放送交響楽団及びプラハ室内合唱団 (2004年11月13日バートウィルバードロッシーニ音楽祭での上演に基づく。)         | CD: Naxos Cat: 8.660191-92                             |
| 2007 | ジョイス・ディドナート, クリスティーナ・オブレゴン, シモン・オルフィラ, ファン・ディエゴ・フローレス, ダヴィド・メンデス, ブルーノ・デ・シモーネ     | パトリック・サマーズ, バルセロナ、リセウ大劇場オーケストラ及び合唱団 (2007年12月のバルセロナ、リセウ大劇場での上演に基づく。)                                 | DVD: Decca Cat: 074 3305 and 074 3333 (ブルーレイ)     |
| 2009 | エリーナ・ガランチャ, ラケーレ・ダーキン, パトリシア・ダズレイ, ローレンス・ブラウンリー, シモーネ・アルベルギーニ, アレサンドロ・コルベッリ         | マウリツィオ・ベニーニ, メトロポリタン歌劇場オーケストラ及び合唱団 (2009年5月のメトロポリタン歌劇場での上演に基づく。)                                        | CD: Celestial Audio Cat: CA 908; DVD: DG Cat: 073 4777 |